# Landesverband der Kunstschulen Baden-Württemberg

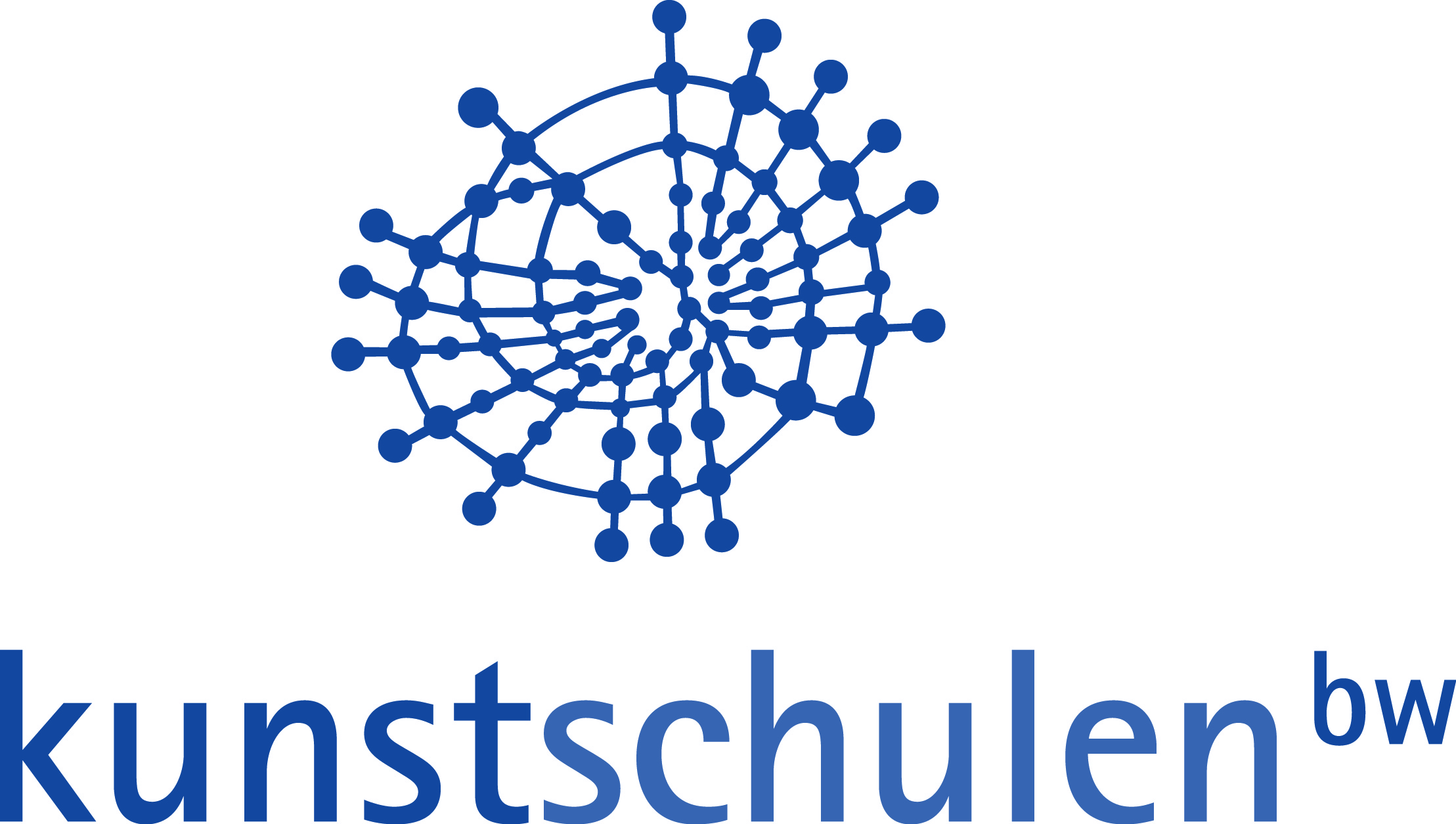

Der Landesverband der Kunstschulen Baden-Württemberg e. V. zählt 42 Jugendkunstschulen des Bundeslandes Baden-Württemberg, darunter 35 Mitgliedskunstschulen und sieben assoziierte Jugendkunstschulen, zu seinen Mitgliedern. Er vertritt deren Interessen in Landespolitik und Gesellschaft, organisiert Fortbildungen und Austausch-Plattformen und unterstützt die Kunstschulen in ihrer Arbeit.

## Geschichte
Die Geschichte der Jugendkunstschulen in Baden-Württemberg ist mit der „Kulturkonzeption Baden-Württemberg“ des damaligen Ministerpräsidenten Lothar Späth verbunden. Er forcierte Anfang der 1970er Jahre den Ausbau der Jugendmusikschulen im Land. 1988 regte er den Modellversuch „Jugendkunstschulen“ an. Kinder und Jugendliche sollten neben der musikalischen Bildung auch ästhetische Bildungsangebote bekommen. Zunächst waren es elf Modelle in elf Kommunen mit unterschiedlichen Schwerpunkten und Trägern. Auch hier überzeugte die starke Resonanz und weitere Jugendkunstschulen entstanden.
Im Dezember 1991 gründete sich die Landesarbeitsgemeinschaft der Jugendkunstschulen Baden-Württemberg (LAG). 2008 firmierte die LAG zum Landesverband der Kunstschulen Baden-Württemberg e. V. um.

## Mitglieder

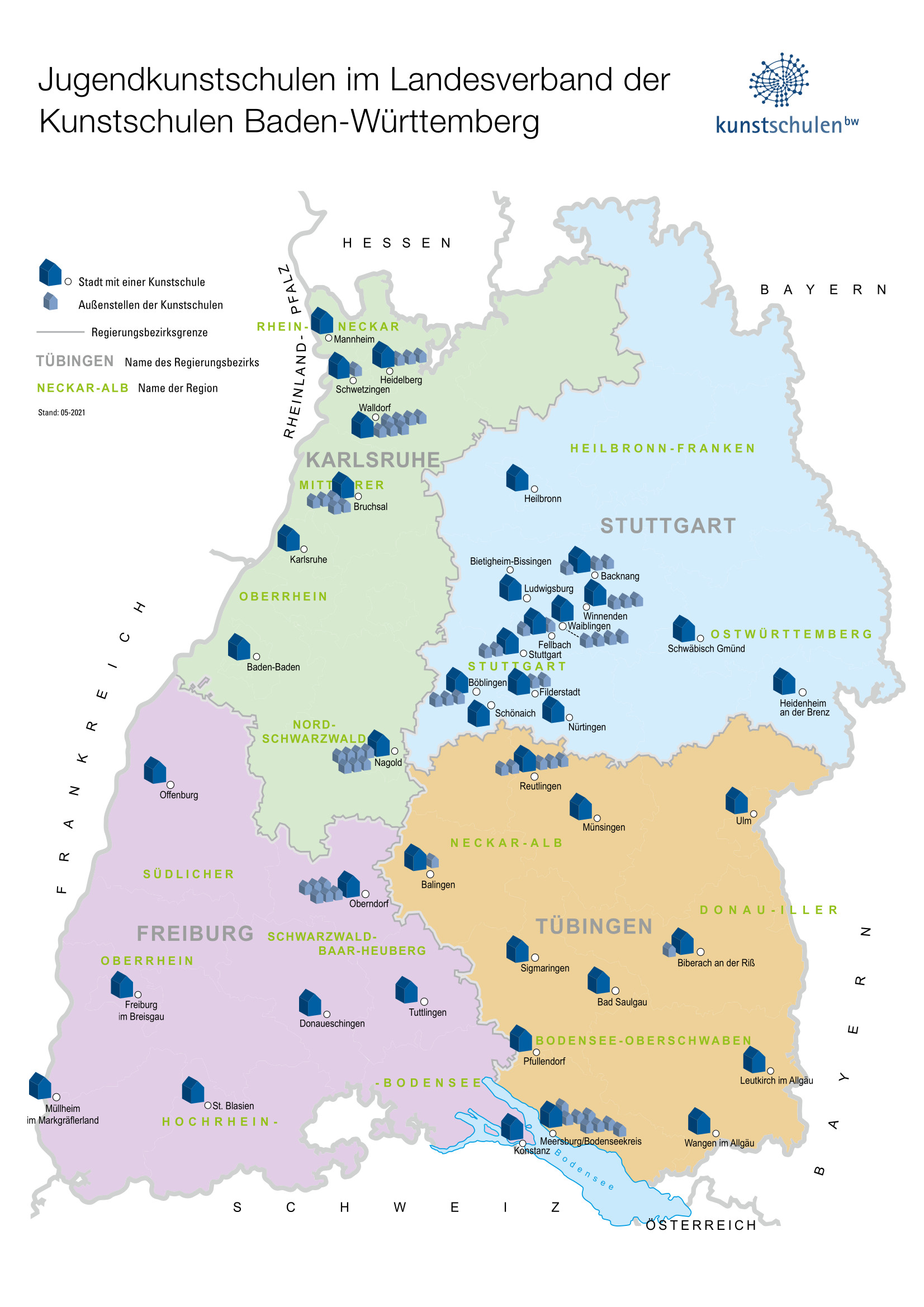
Karte der Jugendkunstschulen

Die Jugendkunstschulen sind in unterschiedlichen Rechtsformen und unter verschiedensten Trägerschaften organisiert sowie in Städten und ländlichen Gemeinden auch mit Dependancen angesiedelt, dadurch ergeben sich an mehr als 100 Standorten Jugendkunstschulen. Unterrichtet wurden im Jahr 2022 rund 71.000 Kinder und Jugendliche (2019 waren es 58 000) von insgesamt über 1000, in der Regel freiberuflichen Honorardozenten.

## Bildungsangebote der Kunstschulen
Die Kunstschulen halten ein strukturell wie inhaltlich vielseitiges Portfolio bereit. Kinder, Jugendliche und junge Erwachsene zwischen 3 und 27 Jahren können Jahres-, Projekt-, Ferien- oder Berufsvorbereitungskurse belegen. Dort können sie mit unterschiedlichen Materialien zeichnen, malen oder plastisch gestalten, fotografieren, filmen oder auch Theater spielen und tanzen.
Um möglichst viele Kinder und Jugendliche an diesen Angeboten teilhaben zu lassen, werden vielerorts Kooperationen und Bildungspartnerschaften mit Kindertagesstätten und Schulen durchgeführt.

## Bildungsprogramme des Verbands
Viele der Mitglieder des Landesverbands der Kunstschulen Baden-Württemberg orientieren sich in ihrer Arbeit an den Bildungsprogrammen des Verbands. Deren Ziel ist es, die künstlerische Entfaltungsmöglichkeit der Kinder und Jugendlichen zu unterstützen und Qualitätsmanagement nach innen und Zertifizierung nach außen zu ermöglichen.
Die Bildungsprogramme gliedern sich in die vier Bereiche: Frühästhetik, Grund-, Mittel- und Oberstufe und beinhalten jeweils Ziele, Lern- und Förderbereiche und Methoden sowie Grundsätzliches zur ästhetischen Bildung.

## Interne Fachtagung (IFA)
Der Landesverband der Kunstschulen lädt seine Mitglieder einmal im Jahr zur internen Fachtagung (IFA) und praktischen Fortbildung. Die dreitägige Tagung findet jedes Jahr im Frühjahr meist anlassbezogen an einem anderen Kunstschulstandort statt. Sie ist wichtiges Instrument, die hohe Arbeitsqualität durch frischen kunstpädagogischen und künstlerischen Input und fruchtbaren Austausch zu sichern.

## Kunstschultag Baden-Württemberg
Der Kunstschultag Baden-Württemberg findet einmal jährlich statt und soll einen öffentlichen Einblick in die Arbeit der Kunstschulen ermöglichen. Fachvorträge und die Präsentation der künstlerischen Arbeiten von Kindern und Jugendlichen setzen Impulse zum Austausch und zur Diskussion.
Dem Kunstschultag geht – in der Regel – die ordentliche Mitgliederversammlung des eingetragenen und gemeinnützigen Vereins Landesverband der Kunstschulen voraus, bei dem die Mitglieder die Entwicklungslinien der Verbandsarbeit definieren und neue Mitglieder – zunächst für drei Jahre assoziiert – in den Verband aufnehmen. Der Kunstschultag findet in der Regel im Herbst statt.

## Baden-Württembergischer Jugendkunstpreis
Seit 1998 schreiben der Landesverband der Kunstschulen und das Ministerium für Kultus, Jugend und Sport jährlich den Baden-Württembergischen Jugendkunstpreis aus. Je nach Thema beteiligen sich bis zu 500 Jugendliche zwischen 15 und 21 Jahren an dem Wettbewerb. Eine Fachjury trifft aus den Einreichungen eine Auswahl von 40 Arbeiten, die in einer eigenen Ausstellung gezeigt werden. Insgesamt werden an 16 Jugendliche Preise vergeben.

## Förderung
Die Finanzierungsanteile der Kunstschulen setzen sich seit 2017 im landesweiten Durchschnitt wie folgt zusammen:
6 % Landeszuschüsse
40 % Zuschüsse der Kommunen
41 % Unterrichtsentgelte
13 % von Jugendkunstschulen extra akquirierte Mittel (Spenden, Fonds, Stiftungen etc.)
Die Kunstschulen werden nach dem baden-württembergischen Jugendbildungsgesetz gefördert. Die Landesregierung erhöhte 2020 den Fördersatz auf 12,5 Prozent der Kosten für das pädagogische Personal.